# Mary Hobhouse
Pour les articles homonymes, voir Hobhouse.
Mary ou Violet Hobhouse (8 juin 1864 – 24 août 1901) est une poétesse et romancière irlandaise,,,.

## Biographie
Mary Hobhouse est née de Mary Violette McNeill le 8 juin 1864 à Londres. Elle est la seconde fille d'Edmund Charles, agent des terres et adjoint du lord-lieutenant du comté d'Antrim, et de son épouse Marie (née Miller). C'est une famille de dix enfants, dont seulement trois atteignent à l'âge adulte. La famille déménage de la maison de sa mère à Ballycastle, dans le comté d'Antrim, en 1866, à un manoir récemment construit, Craigdunn près de Ballymena. Elle commence à écrire dans sa jeunesse, lisant largement sur la tradition, la langue et le folklore irlandais, écrivant ses propres paroles patriotiques et traductions de l'irlandais. Elle est une ardent militante de l'unionisme et s'oppose en Angleterre à la Home rule pendant les élections de 1887 et 1888,.
Elle épouse Walter Hobhouse (1862-1928) en juillet 1887. Il est étudiant à Christ Church à Oxford puis est ordonné, et parmi  d'autres postes, il a été directeur de Durham School, archidiacre d'Aston et le canon residentiary de Gloucester. Le couple a deux fils et une fille. Après son mariage, Hobhouse continue à écrire, notamment deux romans : An unknown quantity en 1898 et Warp and weft en 1899. Hobhouse et sa famille vivent en Angleterre pendant de nombreuses années, elle rend régulièrement visite à la maison famille à Antrim. Elle meurt à son domicile, 82 Onslow Gardens, à Londres, le 24 août 1901, ayant contracté la tuberculose. Son mari a préparé un volume de sa dévotion à la poésie, Speculum animae, qui a été diffusé auprès de ses amis.